# Billy Sherring
Billy Sherring (Canadá, 18 de septiembre de 1877-5 de septiembre de 1954) fue un atleta canadiense, especialista en la prueba de maratón en la que llegó a ser campeón olímpico en 1906.

## Carrera deportiva
En los JJ. OO. de Atenas 1906 ganó la medalla de oro en la carrera de maratón, llegando a meta por delante del sueco John Svanberg (plata) y del estadounidense William Frank (bronce).